# Klippkort
Klippkort eller stämpelkort är ett dokument som ger tillträde till något allmänt färdmedel (se färdbevis) eller någon inrättning, till exempel bad eller gym, ett i förväg avtalat antal gånger. Klippkorten har traditionellt varit utformade så att det finns utrymme för att göra ett antal klipp i kortet, ett för varje gång det utnyttjas.
Klippkort har använts bland annat  i kollektivtrafiken i Köpenhamn, där de ersattes av det elektroniska Rejsekortet och togs ur bruk 2015.